# Pyrrhura emma
El perico pintado o cotorra de Emma (Pyrrhura emma) es una especie de ave psitaciforme de la familia Psittacidae endémica de Venezuela. Anteriormente se consideraba conespecífico con el periquito de orejas blancas (Pyrrhura leucotis). El nombre de la especie conmemora a Emma Salvadori, esposa de Alfredo Salvadori y cuñada de Tommaso Salvadori.

## Descripción

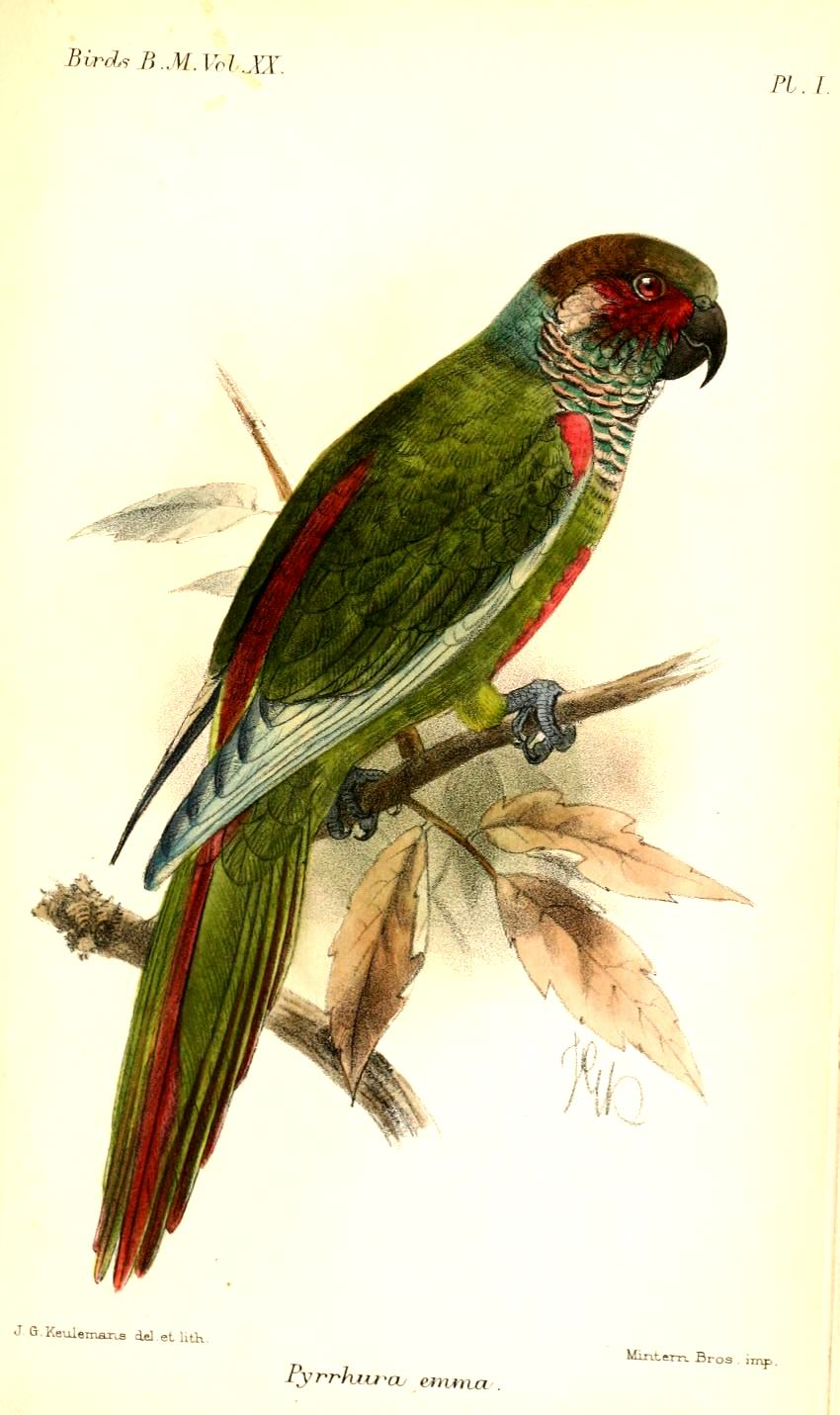
Ilustración por John Gerrard Keulemans

La especie mide aproximadamente entre 22 y 23 cm de largo. No presenta dimorfismo sexual. Los adultos tienen la cabeza marrón con manchas rojas en los lados y orejeras blancas. Presenta rayas azules en la garganta y en la parte posterior del cuello, mientras que el pecho es verde con rayas amarillas y una llamativa mancha roja. El rojo también está presente en la cola y en el dorso, así como en el extremo superior de las alas. El resto del cuerpo es verde, mientras que los remiges son azules. El anillo ocular es blanco, mientras que los ojos son de color marrón oscuro. Las aves jóvenes tienen colores similares a los adultos pero con tonos más suaves, la mancha abdominal roja es menos extensa y también tiene la cola más corta.

## Distribución y hábitat
Se distribuye en los bosques húmedos de la cordillera costera venezolana. Una población se encuentra entre Yaracuy y Miranda y la otra desde Anzoátegui hasta Sucre y el norte de Monagas.